# Luis Resto (boxeador)
Luis Resto (Juncos, 11 de Junho de 1955) é um ex-boxeador portorriquenho que lutou fora do Bronx, Nova York.

## Vida pessoal
Luis Resto nasceu em Juncos, Porto Rico, e mudou-se para o Bronx quando tinha nove anos de idade. No final da oitava série, ele deu uma cotovelada no rosto do professor de matemática e passou seis meses em um centro de reabilitação para pessoas com problemas mentais. Pouco tempo depois de sair, um tio o inscreveu para aulas de boxe em uma academia do Bronx.
Duas vezes campeão estadual amador do Nova York Golden Gloves na divisão de peso meio-médio, Resto treinou no Police Athletic Leagues Lynch Center. Ele venceu o Campeonato Aberto de Luvas de Ouro de 147 lb em 1975 e 1976 - derrotou Miguel Hernandez nas finais de 1976.

## Carreira profissional
Resto estreou profissionalmente no boxe em 4 de fevereiro de 1977 com uma derrota por pontos para Julio Chevalier, marcando seu primeiro nocaute profissional em sua terceira luta profissional, contra Mike Lytell em maio do mesmo ano. Resto permaneceu invicto até sua oitava luta, quando perdeu por nocaute para Bruce Curry em março de 1978.
Em 29 lutas, Resto possuía um cartel profissional de 20 vitorias, 8 derrotas e apenas 1 empate, mas com apenas oito vitórias por nocaute, o que o fez parecer um lutador com baixa taxa de nocautes. Embora ele foi classificado em 10º no Ranking mundial, ele era praticamente desconhecido fora da área de Nova York.

## Luta com Billy Collins Jr.
Em 16 de junho de 1983, Resto venceu inesperadamente Billy Collins Jr no Madison Square Garden, em Nova York, por decisão unânime após 10 rounds. A luta foi o undercard (preliminar) para a luta entre Roberto Durán e Davey Moore.
No entanto, quando o pai e o treinador de Collins, Billy Sr., apertou a mão de Resto para cumprimentá-lo, ele descobriu que as luvas de Resto estavam com seus enchimentos mais rígidos dos que os de uma luva normal. Gritando que achava que as luvas não tinham estofamento, Collins Sr. exigiu que a Comissão Atlética do Estado de Nova York as apreendesse e investigasse. Uma investigação revelou que alguém havia removido um grama de estofamento de cada uma de suas luvas e as preenchido com gesso. Os olhos de Collins estavam inchados e fechados no final da 10ª rodada, e o resto de seu rosto estava tão inchado que era impossível acreditar que um pugilista de peso leve pudesse infligir tal dano.
Collins sofreu diversos danos oculares, incluindo descolamento de retina, e com isto teve que encerrar sua carreira. Ele morreu apenas alguns meses depois, quando dirigia enquanto embriagado. Alguns comentaristas especularam que a perda de seu sustento (o boxe) o levou a uma espiral descendente e seu pai especulava que seu filho havia cometido suicídio.
Após uma investigação de um mês, a Comissão de Boxe do Estado de Nova York determinou que o treinador de Resto, Panama Lewis, havia retirado o estofamento das luvas (veja vídeo aqui). Também determinou que Resto deveria saber que as luvas estavam ilegais. A comissão suspendeu a licença de boxe de Resto por pelo menos um ano. Como a maioria das comissões estaduais de boxe respeitam as sanções de outros estados, isso efetivamente impediu Resto de participar de lutas de boxe nos Estados Unidos durante a proibição. Posteriormente, a comissão mudou suas regras para impedir que algo como o que aconteceu com Collins acontecesse novamente e a vitória de Resto foi posteriormente alterada para um sem resultado. 
Em 1986, Lewis e Resto foram julgados e considerados culpados de agressão, posse criminosa de uma arma (mãos de Resto) e conspiração. Os promotores disseram que Resto sabia que as luvas estavam ilegais e, portanto, a luta havia representado um ataque ilegal de 10 rounds. Os promotores também argumentaram que a trama estava centrada em uma grande quantia de apostas em dinheiro em Resto por terceiros, que haviam se encontrado com Lewis antes da luta. Resto e cumpriu 2 anos e meio de prisão e seu treinador, 3 anos.
Depois de 15 anos tentando recuperar sua licença, ele finalmente foi autorizado a trabalhar como homem de canto de ringue no Estado de Nova York. Por muitos anos, ele viveu em um apartamento perto da academia onde treinou e trabalhou com jovens também.
Por quase 25 anos, negou publicamente saber que Lewis havia adulterado as luvas. No entanto, em 2007, pediu desculpas à viúva de Collins, Andrea Collins-Nile, que tentou processar o estado de Nova York por não proteger seu falecido marido. Resto também disse a Collins-Nile que, além de remover o estofamento das luvas, Lewis havia embebido os envoltórios da mão em gesso. Isso fez com que os envoltórios se solidificassem em moldes de gesso semelhantes aos usados para fixar ossos quebrados, o que aumentou muito e ilegalmente o poder dos socos de Resto. Os envoltórios das mãos nunca foram confiscados. Resto também revelou que Lewis misturava comprimidos usados para tratar a asma em suas garrafas de água, dando a ele maior capacidade pulmonar nas rodadas posteriores de uma luta. Resto também visitou o túmulo de Collins e disse: "Sinto muito pelo que fiz com você". Em uma conferência de imprensa de 2008, Resto disse que sabia que Lewis havia tirado o estofamento das luvas e o havia feito pelo menos duas vezes antes. Resto disse que não protestou na época, mesmo sabendo que estava errado. "Na época, eu era jovem", disse ele. "Eu fui junto."
O incidente de 1983 e as consequências subsequentes são abordados no documentário da HBO Assault in the Ring. Durante este documentário, Resto pareceu confirmar a teoria dos promotores, de que o incidente estava baseado nas grandes apostas feitas em sua vitória.